# MBC 월화 드라마
MBC 월화 드라마는 MBC TV에서 매주 월요일부터 화요일에 방송 중인 드라마 프로그램이다.

## 개요
미니 시리즈 드라마 형식으로 방송 중이다.
2013년 10월 KBS, MBC, SBS 지상파 3사 편성국은 드라마 방송 시간을 줄이기로 합의하고 광고를 포함한 시간인 기존 1시간 12분에서 1시간 7분으로 5분씩 줄인 내용을 발표했다.

## 방송 시간
| 방송 채널 | 방송 기간                           | 방송 시간                                                                | 방송 분량                                             |
| --------- | ----------------------------------- | ------------------------------------------------------------------------ | ----------------------------------------------------- |
| MBC TV    | 1980년 3월 3일 ~ 1980년 8월 26일    | 매주 월요일 ~ 화요일 오후 9시 45분 ~ 오후 10시 30분                      | 45분                                                  |
| MBC TV    | 1981년 10월 5일 ~ 1981년 10월 6일   | 매주 월요일 ~ 화요일 오후 10시 15분 ~ 오후 11시                          | 45분                                                  |
| MBC TV    | 1981년 12월 7일 ~ 1981년 12월 29일  | 매주 월요일 ~ 화요일 오후 10시 10분 ~ 오후 11시                          | 50분                                                  |
| MBC TV    | 1982년 1월 4일 ~ 1982년 1월 26일    | 매주 월요일 ~ 화요일 오후 10시 15분 ~ 오후 11시 5분                      | 50분                                                  |
| MBC TV    | 1982년 2월 1일 ~ 1982년 2월 2일     | 매주 월요일 ~ 화요일 오후 10시 5분 ~ 오후 11시 5분                       | 1시간                                                 |
| MBC TV    | 1982년 2월 8일 ~ 1982년 2월 9일     | 매주 월요일 ~ 화요일 오후 10시 20분 ~ 오후 11시 10분                     | 50분                                                  |
| MBC TV    | 1982년 2월 15일 ~ 1983년 3월 22일   | 매주 월요일 ~ 화요일 오후 9시 50분 ~ 오후 10시 40분                      | 50분                                                  |
| MBC TV    | 1983년 3월 28일 ~ 1983년 6월 14일   | 매주 월요일 ~ 화요일 오후 10시 10분 ~ 오후 11시                          | 50분                                                  |
| MBC TV    | 1983년 7월 11일 ~ 1983년 8월 29일   | 매주 월요일 오후 10시 10분 ~ 오후 11시 20분                              | 1시간 10분                                            |
| MBC TV    | 1983년 9월 5일 ~ 1983년 10월 24일   | 매주 월요일 오후 10시 15분 ~ 오후 11시 25분                              | 1시간 10분                                            |
| MBC TV    | 1983년 10월 31일 ~ 1984년 3월 26일  | 매주 월요일 오후 10시 10분 ~ 오후 11시 30분                              | 1시간 20분                                            |
| MBC TV    | 1984년 4월 2일 ~ 1984년 10월 16일   | 매주 월요일 ~ 화요일 오후 10시 15분 ~ 오후 11시 15분                     | 1시간                                                 |
| MBC TV    | 1984년 10월 22일 ~ 1987년 5월 5일   | 매주 월요일 ~ 화요일 오후 9시 45분 ~ 오후 10시 45분                      | 1시간                                                 |
| MBC TV    | 1987년 5월 11일 ~ 1987년 6월 2일    | 매주 월요일 ~ 화요일 오후 10시 40분 ~ 오후 11시 40분                     | 1시간                                                 |
| MBC TV    | 1987년 6월 8일 ~ 1987년 8월 10일    | 매주 월요일 오후 9시 50분 ~ 오후 11시 50분                               | 2시간 (1회 당 1시간 2회 연속 방송·편성)               |
| MBC TV    | 1987년 8월 17일 ~ 1990년 4월 24일   | 매주 월요일 ~ 화요일 오후 9시 50분 ~ 오후 10시 50분                      | 1시간                                                 |
| MBC TV    | 1990년 4월 30일 ~ 1991년 10월 1일   | 매주 월요일 ~ 화요일 오후 9시 55분 ~ 오후 10시 55분                      | 1시간                                                 |
| MBC TV    | 1991년 10월 7일 ~ 1993년 9월 7일    | 매주 월요일 ~ 화요일 오후 9시 50분 ~ 오후 10시 50분                      | 1시간                                                 |
| MBC TV    | 1993년 9월 13일 ~ 1993년 11월 2일   | 매주 월요일 ~ 화요일 오후 9시 50분 ~ 오후 10시 55분                      | 1시간 5분                                             |
| MBC TV    | 1993년 11월 8일 ~ 1996년 12월 24일  | 매주 월요일 ~ 화요일 오후 9시 50분 ~ 오후 10시 50분                      | 1시간 5분                                             |
| MBC TV    | 1997년 1월 13일 ~ 1999년 11월 16일  | 매주 월요일 ~ 화요일 오후 9시 55분 ~ 오후 10시 55분                      | 1시간                                                 |
| MBC TV    | 1999년 11월 29일 ~ 2001년 10월 9일  | 매주 월요일 ~ 화요일 오후 9시 55분 ~ 오후 10시 55분                      | 1시간                                                 |
| MBC TV    | 1999년 11월 22일 ~ 1999년 11월 23일 | 매주 월요일 ~ 화요일 오후 9시 55분 ~ 오후 11시 5분                       | 1시간 10분                                            |
| MBC TV    | 2001년 10월 15일 ~ 2013년 4월 8일   | 매주 월요일 ~ 화요일 오후 9시 55분 ~ 오후 11시 5분 (또는 오후 11시 15분) | 1시간 10분 (또는 1시간 20분)                          |
| MBC TV    | 2013년 4월 15일 ~ 2013년 10월 15일  | 매주 월요일 ~ 화요일 오후 10시 ~ 오후 11시 20분                          | 1시간 20분                                            |
| MBC TV    | 2013년 10월 21일 ~ 2015년 9월 15일  | 매주 월요일 ~ 화요일 오후 10시 ~ 오후 11시 15분                          | 1시간 15분                                            |
| MBC TV    | 2015년 9월 21일 ~ 2017년 5월 16일   | 매주 월요일 ~ 화요일 오후 10시 ~ 오후 11시 10분                          | 1시간 10분                                            |
| MBC TV    | 2017년 5월 22일 ~ 2019년 5월 28일   | 매주 월요일 ~ 화요일 오후 10시 ~ 11시 10분                               | 1시간 10분 (1회 당 45분 1회 연속 방송·편성)           |
| MBC TV    | 2019년 6월 3일 ~ 2020년 4월 28일    | 매주 월요일 ~ 화요일 오후 8시 55분 ~ 오후 10시 5분                       | 1시간 10분 (1회 당 45분 1회 연속 방송·편성)           |
| MBC TV    | 2020년 5월 25일 ~ 2020년 5월 26일   | 매주 월요일 ~ 화요일 오후 9시 30분 ~ 오후 10시 40분                      | 1시간 10분 (1회 당 45분 1회 연속 방송·편성)           |
| MBC TV    | 2020년 6월 1일 ~ 2020년 7월 14일    | 매주 월요일 ~ 화요일 오후 9시 30분 ~ 오후 10시 50분                      | 1시간 20분 (1회 당 40분 2회 연속 방송·편성)           |
| MBC TV    | 2020년 10월 26일 ~ 2020년 12월 22일 | 매주 월요일 ~ 화요일 오후 9시 20분 ~ 오후 10시 40분                      | 1시간 20분 (1회 당 1부 40분, 2부 30분 분할 방송·편성) |

## 프로그램 리스트
- 아래 프로그램은 2003년 이전에 제작·방송한 작품들로 부득이하게 일부 장면에서 흡연 장면·담배 소품이 노출될 수 있으며 시청자 여러분들의 양해 바랍니다.
- 아래 프로그램은 2002년 11월 이후 시청 가능 연령을 표시하는 드라마 프로그램 등급 제도를 의무적으로 시행해 현재까지 이어지고 있습니다.
- 2017년 3월 1일부터 TV 드라마 프로그램 등급 표시 외에 주제, 폭력성, 선정성, 언어, 모방 위험 등 분류 사유 표시를 의무적으로 시행하고 있습니다.

### 1980년대

#### 1980년
- 《백년손님》 : 1980년 3월 3일 ~ 1980년 8월 26일

#### 1981년
- 《장희빈》 : 1981년 10월 5일 ~ 1982년 2월 9일

#### 1982년
- 《남강 이승훈》 : 1982년 2월 15일 ~ 1982년 3월 16일
- 《공주갑부 김갑순》 : 1982년 3월 22일 ~ 1982년 6월 15일
- 《백산 안희제》 : 1982년 6월 21일 ~ 1982년 9월 14일
- 《이용익》 : 1982년 9월 20일 ~ 1982년 12월 14일

#### 1983년
- 《무역왕 최봉준》 : 1983년 1월 3일 ~ 1983년 3월 22일
- 《야망의 25시》 : 1983년 3월 28일 ~ 1983년 6월 14일

#### 1984년
- 《설중매》 : 1984년 1월 9일 ~ 1985년 2월 26일

#### 1985년
- 《풍란》 : 1985년 3월 11일 ~ 1985년 10월 8일
- 《임진왜란》 : 1985년 10월 14일 ~ 1986년 4월 15일

#### 1986년
- 《회천문》 : 1986년 4월 28일 ~ 1986년 10월 28일
- 《남한산성》 : 1986년 11월 3일 ~ 1987년 1월 27일

#### 1987년
- 《불새》 : 1987년 2월 2일 ~ 1987년 2월 24일
- 《야호》 : 1987년 3월 9일 ~ 1987년 3월 31일
- 《부초》 : 1987년 4월 6일 ~ 1987년 4월 28일
- 《내일 또 내일》 : 1987년 5월 4일 ~ 1987년 5월 26일
- 《최후의 증인》 : 1987년 6월 1일 ~ 1987년 6월 29일
- 《산하》 : 1987년 7월 6일 ~ 1987년 7월 28일
- 《아름다운 밀회》 : 1987년 8월 3일 ~ 1987년 8월 10일
- 《갈 수 없는 나라》 : 1987년 8월 17일 ~ 1987년 8월 25일
- 《막차로 온 손님들》 : 1987년 8월 31일 ~ 1987년 9월 8일
- 《퇴역 전선》 : 1987년 9월 14일 ~ 1987년 10월 6일
- 《유혹》 : 1987년 10월 12일 ~ 1987년 11월 3일
- 《인생 화보》 : 1987년 11월 9일 ~ 1987년 12월 8일
- 《딸아》 : 1987년 12월 14일 ~ 1987년 12월 22일

#### 1988년
- 《선생님 우리 선생님》 : 1988년 1월 11일 ~ 1988년 2월 2일
- 《원미동 사람들》 : 1988년 2월 8일 ~ 1988년 2월 29일
- 《그것은 우리도 모른다》 : 1988년 3월 7일 ~ 1988년 4월 12일
- 《거리의 악사》 : 1988년 4월 18일 ~ 1988년 5월 10일
- 《인간시장》 : 1988년 5월 16일 ~ 1988년 6월 7일
- 《내일이 오면》 : 1988년 6월 13일 ~ 1988년 7월 5일
- 《마지막 우상》 : 1988년 7월 11일 ~ 1988년 8월 2일
- 《대검자》 : 1988년 8월 22일 ~ 1988년 9월 6일
- 《모래성》 : 1988년 9월 12일 ~ 1988년 10월 18일
- 《우리 읍내》 : 1988년 10월 24일 ~ 1988년 11월 15일
- 《도시의 흉년》 : 1988년 11월 28일 ~ 1988년 12월 19일

#### 1989년
- 《겨울 안개》 : 1989년 1월 9일 ~ 1989년 1월 31일
- 《철새》 : 1989년 2월 13일 ~ 1989년 3월 7일
- 《황제를 위하여》 : 1989년 3월 13일 ~ 1989년 4월 4일
- 《잠들지 않는 나무》 : 1989년 4월 10일 ~ 1989년 5월 2일
- 《나비야 청산가자》 : 1989년 5월 15일 ~ 1989년 6월 6일
- 《상처》 : 1989년 6월 12일 ~ 1989년 7월 4일
- 《제5열》 : 1989년 7월 17일 ~ 1989년 8월 8일
- 《대도전》 : 1989년 8월 21일 ~ 1989년 9월 12일
- 《천사의 선택》 : 1989년 9월 18일 ~ 1989년 10월 10일
- 《완장》 : 1989년 10월 23일 ~ 1989년 11월 14일
- 《거인》 : 1989년 11월 20일 ~ 1989년 12월 18일

### 1990년대

#### 1990년
- 《마당 깊은 집》 : 1990년 1월 8일 ~ 1990년 1월 30일
- 《여자는 무엇으로 사는가》 : 1990년 2월 5일 ~ 1990년 3월 13일
- 《완전한 사랑》 : 1990년 3월 19일 ~ 1990년 4월 10일
- 《똠방각하》 : 1990년 4월 16일 ~ 1990년 6월 12일
- 《어둔 하늘 어둔 새》 : 1990년 6월 18일 ~ 1990년 8월 14일
- 《춤추는 가얏고》 : 1990년 8월 27일 ~ 1990년 10월 16일
- 《재미있는 세상》 : 1990년 10월 29일 ~ 1990년 12월 18일

#### 1991년
- 《겨울 이야기》 : 1991년 1월 7일 ~ 1991년 2월 26일
- 《이별의 시작》 : 1991년 3월 10일 ~ 1991년 4월 30일
- 《장미빛 인생》 : 1991년 5월 6일 ~ 1991년 7월 2일
- 《행복어사전》 : 1991년 7월 8일 ~ 1991년 8월 27일
- 《내 마음은 호수》 : 1991년 9월 2일 ~ 1991년 10월 29일
- 《동의보감》 : 1991년 11월 4일 ~ 1991년 12월 17일

#### 1992년
- 《약속》 : 1992년 1월 6일 ~ 1992년 2월 25일
- 《행촌 아파트》 : 1992년 3월 2일 ~ 1992년 3월 31일
- 《분노의 왕국》 : 1992년 4월 6일 ~ 1992년 5월 26일
- 《질투》 : 1992년 6월 1일 ~ 1992년 7월 21일
- 《두 여자》 : 1992년 8월 17일 ~ 1992년 9월 8일
- 《창밖에는 태양이 빛났다》 : 1992년 9월 21일 ~ 1992년 11월 3일
- 《억새 바람》 : 1992년 11월 23일 ~ 1993년 1월 12일

#### 1993년
- 《걸어서 하늘까지》 : 1993년 1월 18일 ~ 1993년 3월 9일
- 《사랑의 방식》 : 1993년 3월 15일 ~ 1993년 5월 4일
- 《산바람》 : 1993년 5월 10일 ~ 1993년 7월 6일
- 《나는 천사가 아니다》 : 1993년 7월 12일 ~ 1993년 8월 3일
- 《일지매》 : 1993년 8월 9일 ~ 1993년 8월 31일
- 《파일럿》 : 1993년 9월 13일 ~ 1993년 11월 2일
- 《여자의 남자》 : 1993년 11월 8일 ~ 1993년 12월 28일

#### 1994년
- 《마지막 승부》 : 1994년 1월 3일 ~ 1994년 2월 22일
- 《새야 새야 파랑새야》 : 1994년 3월 7일 ~ 1994년 3월 29일
- 《아담의 도시》 : 1994년 4월 11일 ~ 1994년 5월 31일
- 《사랑을 그대 품안에》 : 1994년 6월 6일 ~ 1994년 7월 26일
- 《M》 : 1994년 8월 1일 ~ 1994년 8월 30일
- 《도전》 : 1994년 9월 5일 ~ 1994년 10월 25일
- 《마지막 연인》 : 1994년 10월 31일 ~ 1994년 11월 29일
- 《까레이스키》 : 1994년 12월 19일 ~ 1995년 3월 7일

#### 1995년
- 《호텔》 : 1995년 3월 13일 ~ 1995년 5월 2일
- 《사랑을 기억하세요》 : 1995년 5월 8일 ~ 1995년 5월 30일
- 《TV시티》 : 1995년 6월 5일 ~ 1995년 7월 25일
- 《거미》 : 1995년 7월 31일 ~ 1995년 8월 29일
- 《여》 : 1995년 9월 4일 ~ 1995년 10월 24일
- 《연애의 기초》 : 1995년 11월 6일 ~ 1995년 12월 26일

#### 1996년
- 《별》 : 1996년 1월 8일 ~ 1996년 2월 13일
- 《그들의 포옹》 : 1996년 2월 26일 ~ 1996년 4월 23일
- 《1.5》 : 1996년 4월 29일 ~ 1996년 6월 18일
- 《아이싱》 : 1996년 7월 1일 ~ 1996년 8월 27일
- 《애인》 : 1996년 9월 2일 ~ 1996년 10월 22일
- 《화려한 휴가》 : 1996년 10월 28일 ~ 1996년 11월 26일
- 《세상에서 가장 아름다운 이별》 : 1996년 12월 2일 ~ 1996년 12월 3일
- 《일곱개의 숟가락》 : 1996년 12월 9일 ~ 1996년 12월 24일

#### 1997년
- 《의가형제》 : 1997년 1월 13일 ~ 1997년 3월 4일
- 《별은 내 가슴에》 : 1997년 3월 10일 ~ 1997년 4월 29일
- 《산》 : 1997년 5월 12일 ~ 1997년 7월 15일
- 《불꽃놀이》 : 1997년 7월 21일 ~ 1997년 8월 12일
- 《영웅반란》 : 1997년 8월 18일 ~ 1997년 9월 2일
- 《달수의 홀로 아리랑》: 1997년 9월 8일 ~ 1997년 9월 9일
- 《예감》 : 1997년 9월 29일 ~ 1997년 11월 25일
- 《복수혈전》 : 1997년 12월 2일 ~ 1998년 1월 27일

#### 1998년
- 《사랑》 : 1998년 2월 2일 ~ 1998년 3월 24일
- 《세상 끝까지》 : 1998년 4월 6일 ~ 1998년 5월 26일
- 《추억》 : 1998년 6월 1일 ~ 1998년 8월 11일
- 《맨발로 뛰어라》 : 1998년 8월 17일 ~ 1998년 9월 8일
- 《내일을 향해 쏴라》 : 1998년 9월 14일 ~ 1998년 11월 3일
- 《애드버킷》 : 1998년 11월 9일 ~ 1998년 12월 28일

#### 1999년
- 《흐르는 것이 세월뿐이랴》 : 1999년 1월 4일 ~ 1999년 1월 26일
- 《미니 연작 - 봄》 : 1999년 2월 1일 ~ 1999년 2월 23일
- 《청춘》 : 1999년 3월 1일 ~ 1999년 3월 30일
- 《왕초》 : 1999년 4월 5일 ~ 1999년 7월 6일
- 《마지막 전쟁》 : 1999년 7월 12일 ~ 1999년 9월 7일
- 《국희》 : 1999년 9월 13일 ~ 1999년 11월 16일
- 《허준》 : 1999년 11월 29일 ~ 2000년 6월 27일

### 2000년대

#### 2000년
- 《뜨거운 것이 좋아》 : 2000년 7월 10일 ~ 2000년 9월 5일
- 《아줌마》 : 2000년 9월 18일 ~ 2001년 3월 20일

#### 2001년
- 《홍국영》 : 2001년 3월 26일 ~ 2001년 8월 7일
- 《선희 진희》 : 2001년 8월 20일 ~ 2001년 10월 9일
- 《상도》 : 2001년 10월 15일 ~ 2002년 4월 2일

#### 2002년
- 《위기의 남자》 : 2002년 4월 8일 ~ 2002년 6월 3일
- 《고백》 : 2002년 7월 1일 ~ 2002년 8월 20일
- 《내 사랑 팥쥐》 : 2002년 8월 26일 ~ 2002년 9월 24일
- 《현정아 사랑해》 : 2002년 9월 30일 ~ 2002년 11월 19일
- 《어사 박문수》 : 2002년 12월 9일 ~ 2003년 2월 4일

#### 2003년
- 《러브레터》 : 2003년 2월 10일 ~ 2003년 4월 1일
- 《내 인생의 콩깍지》 : 2003년 4월 7일 ~ 2003년 5월 27일
- 《옥탑방 고양이》 : 2003년 6월 2일 ~ 2003년 7월 22일
- 《다모》 : 2003년 7월 28일 ~ 2003년 9월 9일
- 《대장금》 : 2003년 9월 15일 ~ 2004년 3월 23일

#### 2004년
- 《불새》 : 2004년 4월 5일 ~ 2004년 6월 29일
- 《영웅시대》 : 2004년 7월 5일 ~ 2005년 3월 1일

#### 2005년
- 《원더풀 라이프》 : 2005년 3월 7일 ~ 2005년 4월 26일
- 《환생: 넥스트》 : 2005년 5월 16일 ~ 2005년 6월 28일
- 《변호사들》 : 2005년 7월 4일 ~ 2005년 8월 23일
- 《비밀남녀》 : 2005년 8월 29일 ~ 2005년 11월 1일
- 《달콤한 스파이》 : 2005년 11월 7일 ~ 2006년 1월 10일

#### 2006년
- 《늑대》 : 2006년 1월 16일 ~ 2006년 1월 23일
- 《내 인생의 스페셜》 : 2006년 2월 6일 ~ 2006년 2월 28일
- 《넌 어느 별에서 왔니》 : 2006년 3월 13일 ~ 2006년 5월 2일
- 《주몽》 : 2006년 5월 15일 ~ 2007년 3월 6일

#### 2007년
- 《히트》 : 2007년 3월 19일 ~ 2007년 5월 22일
- 《신 현모양처》 : 2007년 5월 28일 ~ 2007년 6월 26일
- 《커피프린스 1호점》 : 2007년 7월 2일 ~ 2007년 8월 27일
- 《이산》 : 2007년 9월 17일 ~ 2008년 6월 16일

#### 2008년
- 《밤이면 밤마다》 : 2008년 6월 23일 ~ 2008년 8월 19일
- 《에덴의 동쪽》 : 2008년 8월 26일 ~ 2009년 3월 10일

#### 2009년
- 《내조의 여왕》 : 2009년 3월 16일 ~ 2009년 5월 19일
- 《선덕여왕》 : 2009년 5월 25일 ~ 2009년 12월 22일

### 2010년대

#### 2010년
- 《파스타》 : 2010년 1월 4일 ~ 2010년 3월 9일
- 《동이》 : 2010년 3월 22일 ~ 2010년 10월 12일
- 《역전의 여왕》 : 2010년 10월 18일 ~ 2011년 2월 1일

#### 2011년
- 《짝패》 : 2011년 2월 7일 ~ 2011년 5월 24일
- 《미스 리플리》 : 2011년 5월 30일 ~ 2011년 7월 19일
- 《계백》 : 2011년 7월 25일 ~ 2011년 11월 22일 (이 작품부터 월화 특별기획으로 방송됨)
- 《빛과 그림자》 : 2011년 11월 28일 ~ 2012년 7월 3일

#### 2012년
- 《골든 타임》 : 2012년 7월 9일 ~ 2012년 9월 25일
- 《마의》 : 2012년 10월 1일 ~ 2013년 3월 25일

#### 2013년
- 《구가의 서》 : 2013년 4월 8일 ~ 2013년 6월 25일
- 《불의 여신 정이》 : 2013년 7월 1일 ~ 2013년 10월 22일
- 《기황후》 : 2013년 10월 28일 ~ 2014년 4월 29일

#### 2014년
- 《트라이앵글》 : 2014년 5월 5일 ~ 2014년 7월 29일
- 《야경꾼 일지》 : 2014년 8월 4일 ~ 2014년 10월 21일
- 《오만과 편견》 : 2014년 10월 27일 ~ 2015년 1월 13일

#### 2015년
- 《빛나거나 미치거나》 : 2015년 1월 19일 ~ 2015년 4월 7일
- 《화정》 : 2015년 4월 13일 ~ 2015년 9월 29일
- 《화려한 유혹》 : 2015년 10월 5일 ~ 2016년 3월 22일

#### 2016년
- 《몬스터》 : 2016년 3월 28일 ~ 2016년 9월 20일
- 《캐리어를 끄는 여자》 : 2016년 9월 26일 ~ 2016년 11월 15일
- 《불야성》 : 2016년 11월 21일 ~ 2017년 1월 24일

#### 2017년
- 《역적 : 백성을 훔친 도적》 : 2017년 1월 30일 ~ 2017년 5월 16일
- 《파수꾼》 : 2017년 5월 22일 ~ 2017년 7월 11일
- 《왕은 사랑한다》 : 2017년 7월 17일 ~ 2017년 9월 19일
- 《20세기 소년소녀》 : 2017년 10월 9일 ~ 2017년 11월 28일
- 《투깝스》 : 2017년 11월 27일 ~ 2018년 1월 16일 (이 작품까지 월화 특별기획으로 방송됨)

#### 2018년
- 《위대한 유혹자》 : 2018년 3월 12일 ~ 2018년 5월 1일
- 《검법남녀》 : 2018년 5월 14일 ~ 2018년 7월 17일
- 《사생결단 로맨스》 : 2018년 7월 23일 ~ 2018년 9월 17일
- 《배드파파》 : 2018년 10월 1일 ~ 2018년 11월 27일
- 《나쁜 형사》 : 2018년 12월 3일 ~ 2019년 1월 29일

#### 2019년
- 《아이템》 : 2019년 2월 11일 ~ 2019년 4월 2일
- 《특별근로감독관 조장풍》 : 2019년 4월 8일 ~ 2019년 5월 28일
- 《검법남녀 2》 : 2019년 6월 3일 ~ 2019년 7월 29일
- 《웰컴2라이프》 : 2019년 8월 5일 ~ 2019년 9월 24일

### 2020년대

#### 2020년
- 《365 : 운명을 거스르는 1년》 : 2020년 3월 23일 ~ 2020년 4월 28일
- 《저녁 같이 드실래요》 : 2020년 5월 25일 ~ 2020년 7월 14일
- 《카이로스》 : 2020년 10월 26일 ~ 2020년 12월 22일

## 경쟁 프로그램
- KBS 2TV 월화 드라마
- SBS 월화 드라마
- TV조선 월화 드라마
- JTBC 월화 드라마
- 채널A 월화 드라마
- MBN 월화 드라마
- tvN 월화 드라마
- ENA 월화 드라마